# Sûre
Sûre (niem. Sauer) – rzeka płynąca w Belgii, Luksemburgu i w Niemczech, w zlewisku Morza Północnego, dopływ Mozeli. Długość – 173 km, powierzchnia zlewni – 4240 km².
Sûre ma źródła niedaleko Vaux-sur-Sûre w Ardenach w południowo-wschodniej Belgii, na wysokości 510 m n.p.m. Płynie na wschód i wpływa do Luksemburga koło Martelange. Na zachód od Esch-sur-Sûre tworzy sztuczny zbiornik wodny Lac de la Haute Sûre. Przepływa przez Ettelbruck i Diekirch, po czym przez końcowe 50 km swego biegu tworzy granicę luksembursko-niemiecką. Mija Echternach i uchodzi do Mozeli w Wasserbillig. Największe dopływy to Wiltz, Alzette, Our i Prüm.